# Pérmico
| Era Eratema | Período Sistema | Período Sistema | Inicio (millones años) |
| ----------- | --------------- | --------------- | ---------------------- |
| Paleozoico  | Pérmico         | Pérmico         | 298,9±0,15             |
| Paleozoico  | Carbonífero     | Pensilvánico    | 323,4±0,4              |
| Paleozoico  | Carbonífero     | Misisípico      | 358,86±0,19            |
| Paleozoico  | Devónico        | Devónico        | 419,62±1,36            |
| Paleozoico  | Silúrico        | Silúrico        | 443,1±0,9              |
| Paleozoico  | Ordovícico      | Ordovícico      | 486,8±1,5              |
| Paleozoico  | Cámbrico        | Cámbrico        | 538,8±0,6              |

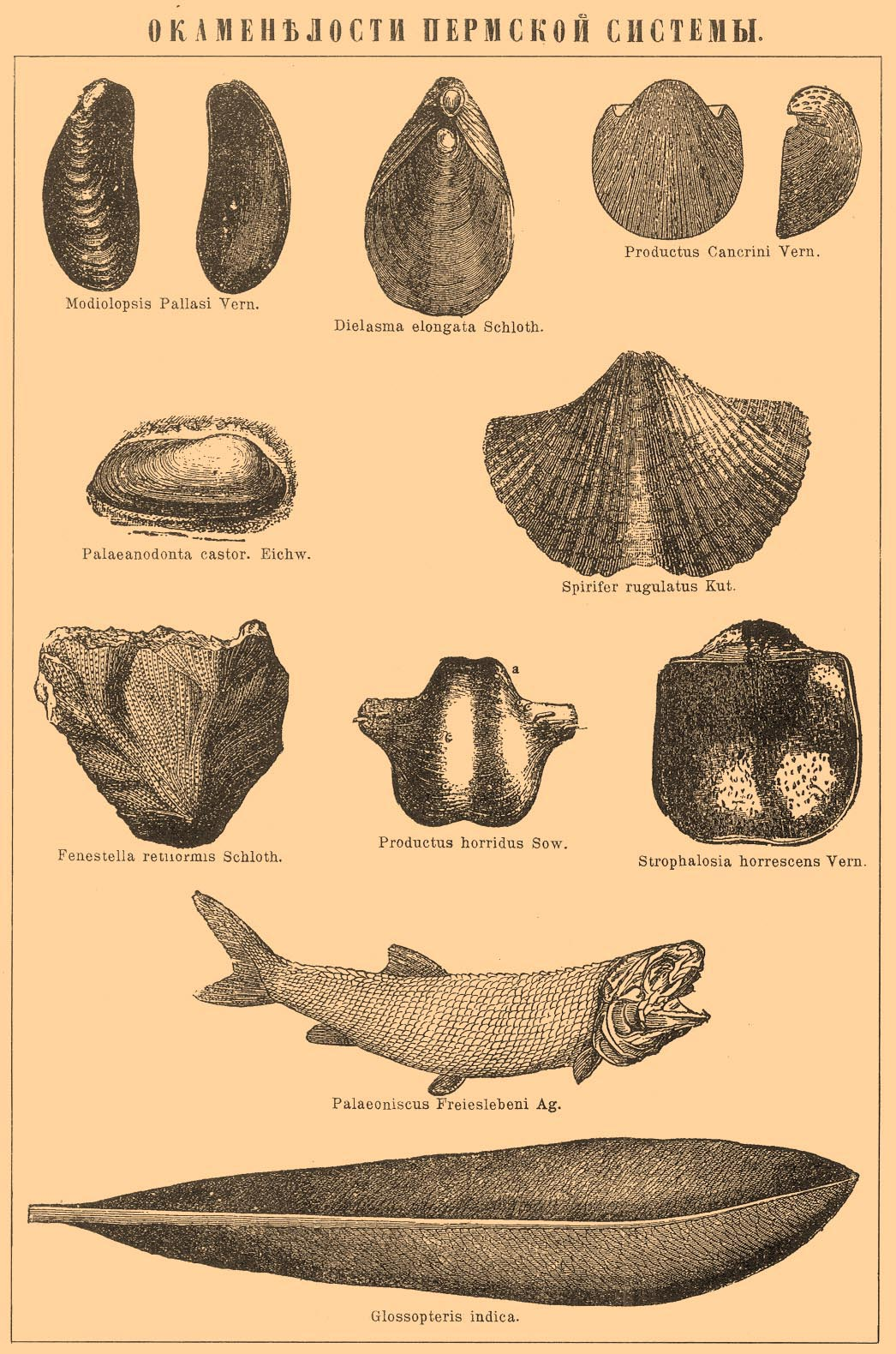
Fósiles pérmicos.

El Pérmico es el sexto y último sistema y período del Paleozoico en la escala temporal geológica. Sucede al Carbonífero y precede al Triásico (primer periodo del Mesozoico). Duró unos 47 millones de años, comenzando hace unos 299 millones de años y acabando hace unos 252 millones de años.  Debe su nombre a la ciudad rusa de Perm, lugar donde el geólogo escocés Roderick Murchison identificó este sistema en 1841.
El periodo Pérmico presenció la diversificación de los primeros amniotas en los grupos ancestrales de mamíferos, tortugas, lepidosaurios y arcosaurios. El mundo en aquel tiempo estaba dominado por dos continentes, conocidos como Pangea y Siberia, rodeados por un océano global llamado Panthalassa.
El Pérmico, y con él la era Paleozoico, terminó con la extinción masiva del Pérmico-Triásico, la mayor extinción en la historia de la Tierra, en la que desaparecieron el 81 % de las especies marinas y el 70 % de las terrestres.
En el Pérmico hubo importantes cambios climáticos con una tendencia general de climas tropicales a condiciones más secas y áridas. Se produjo una contracción de los pantanos. Se extinguieron gran cantidad de helechos arborescentes (Lycopodiophyta) y anfibios, que requerían condiciones húmedas. Los helechos con semilla, los reptiles y los terápsidos dominaron los ambientes terrestres. Los glaciares del Carbonífero sobre la región polar del sur de Gondwana retrocedieron durante el Pérmico.
Las tierras emergidas se unen formando el supercontinente Pangea, creando los Apalaches. Fin de la glaciación permo-carbonífera. Los reptiles sinápsidos (pelicosaurios y terápsidos) se hacen abundantes, siguen siendo comunes los parareptiles y anfibios temnospóndilos. Durante el Pérmico medio, la flora del carbonífero es reemplazada por gimnospermas con estróbilos (las primeras plantas con semilla verdaderas) y los primeros musgos verdaderos. Evolucionan los escarabajos y las moscas. La vida marina florece en los arrecifes someros y cálidos; braquiópodos prodúctidos y espiriféridos, bivalvos, foraminíferos, y ammonoideos, todos muy abundantes. Extinción del permo-triásico hace 251 Ma: se extingue el 95 % de la vida en la Tierra, incluyendo todos los trilobites, graptolites y blastozoos.
En ese período finalizó la orogenia varisca debida a la formación del gran continente llamado Pangea.

## Subdivisiones
| Era Eratema | Periodo Sistema | Época Serie                | Edad Piso                      | Inicio, en millones de años |
| ----------- | --------------- | -------------------------- | ------------------------------ | --------------------------- |
| Paleozoico  | Pérmico         | Lopingiense Lopingiano     | Changhsingiense Changhsingiano | 254,2±0,1                   |
| Paleozoico  | Pérmico         | Lopingiense Lopingiano     | Wuchiapingiense Wuchiapingiano | 259,51±0,21                 |
| Paleozoico  | Pérmico         | Guadalupiense Guadalupiano | Capitaniense Capitaniano       | 264,28±0,16                 |
| Paleozoico  | Pérmico         | Guadalupiense Guadalupiano | Wordiense Wordiano             | 266,9±0,4                   |
| Paleozoico  | Pérmico         | Guadalupiense Guadalupiano | Roadiense Roadiano             | 274,4±0,4                   |
| Paleozoico  | Pérmico         | Cisuraliense Cisuraliano   | Kunguriense Kunguriano         | 283,3±0,4                   |
| Paleozoico  | Pérmico         | Cisuraliense Cisuraliano   | Artinskiense Artinskiano       | 290,1±0,1                   |
| Paleozoico  | Pérmico         | Cisuraliense Cisuraliano   | Sakmariense Sakmariano         | 293,52±0,17                 |
| Paleozoico  | Pérmico         | Cisuraliense Cisuraliano   | Asseliense Asseliano           | 298,9±0,2                   |
| Paleozoico  | Carbonífero     | Carbonífero                | Carbonífero                    | 358,86±0,19                 |
| Paleozoico  | Devónico        | Devónico                   | Devónico                       | 419,62±1,36                 |
| Paleozoico  | Silúrico        | Silúrico                   | Silúrico                       | 443,1±0,9                   |
| Paleozoico  | Ordovícico      | Ordovícico                 | Ordovícico                     | 486,8 ±1,5                  |
| Paleozoico  | Cámbrico        | Cámbrico                   | Cámbrico                       | 538,8±0,6                   |

La Comisión Internacional de Estratigrafía establece tres épocas/series y nueve edades/pisos del Pérmico, distribuidos en orden de los más recientes a los más antiguos como sigue:

## Paleogeografía
Cuando el Pérmico comenzó, la Tierra todavía sentía los efectos de la última glaciación, por lo que las regiones polares estaban cubiertas por vastas capas de hielo. El nivel del mar pérmico permaneció generalmente bajo. En el Pérmico, la unión entre Siberia y Europa oriental a lo largo de los Urales produjo la unión casi completa de Pangea. El sudeste de Asia era la única masa terrestre de gran tamaño separada y así seguiría durante el Mesozoico.
Pangea se situaba sobre el ecuador y se extendía hacia los polos, con el correspondiente efecto en las corrientes oceánicas del gran océano Panthalassa (el "mar universal") y del océano Paleo-Tetis, que se situaba entre Asia y Gondwana. El continente Cimmeria se formó a partir de una dislocación de Gondwana y deriva hacia al norte, cerrando el océano Paleo-Tetis. De esta forma, un nuevo océano estaba creciendo en el extremo sur, el océano Tetis, que dominaría gran parte del Mesozoico.
Las extensas zonas continentales creaban climas con variaciones extremas de calor y frío (clima continental) y unas condiciones monzónicas con precipitaciones estacionales. Los desiertos parecen haber sido generalizados en Pangea. Las condiciones secas favorecieron las gimnospermas, plantas con semillas encerradas en una cubierta protectora, frente a plantas como los helechos que precisan dispersar esporas. Los primeros árboles modernos (coníferas, ginkgos y cicadáceas) aparecieron en el Pérmico.

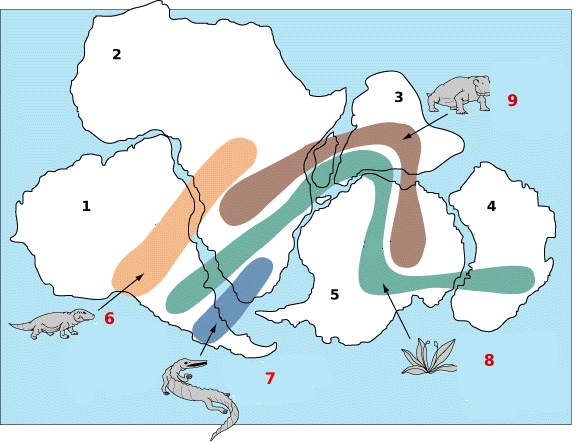
Distribución de algunos géneros durante el Pérmico y el Triásico. 6-Cynognathus (reptil del Triásico), 7- Mesosaurus (reptil del Pérmico), 8-Glossopteris (Pteridospermatophyta del Pérmico), 9-Lystrosaurus (reptil del Triásico).

El nivel del mar en el Pérmico se mantuvo por lo general bajo, y los ecosistemas próximos a la costa se ven limitados por la unión de casi todos los grandes continentes en un solo supercontinente, Pangea. Esto podría haber causado en parte la extinción generalizada de las especies marinas al final del período al reducirse severamente las zonas costeras someras preferidas por muchos organismos marinos.
La formación de importantes cadenas montañosas contribuyó a favorecer los contrastes climáticos en el globo y las barreras locales que suponían las cordilleras recién formadas favorecieron aún más el provincialismo. Las regiones polares seguían siendo regiones bastante frías y las ecuatoriales bastante cálidas, por lo que las floras de latitudes bajas en el Pérmico Superior seguían siendo distintas. Las floras del Pérmico continuaron además las adaptaciones hacia climas cada vez más secos que se habían iniciado en el Carbonífero Superior. Las condiciones climáticas propiciaron a su vez el depósito de grandes espesores de evaporitas, favoreciendo la mayor concentración de depósitos de sal de todos los tiempos geológicos. Los depósitos de dunas también son muy comunes, indicando la situación de antiguos desiertos.
Tres áreas generales son especialmente conocidas por sus extensos depósitos del Pérmico: los Montes Urales (donde se encuentra Perm), China y el suroeste de Norteamérica, donde el estado de Texas tiene uno de los depósitos más gruesos de rocas del Pérmico.

## Clima

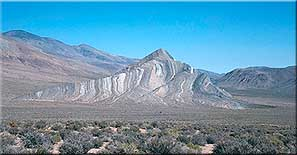
Sedimentos del Pérmico en el valle de la Muerte en EE. UU.

Cuando se inició el Pérmico, la Tierra todavía estaba pasando una glaciación, por lo que las regiones polares estaban cubiertas con profundas capas de hielo. Los glaciares continuaron cubriendo gran parte de Gondwana, como lo habían hecho durante el Carbonífero. El período Pérmico, al final de la era Paleozoico, marcó un gran cambio en el clima y aspecto de la Tierra.
Hacia la mitad del período, el clima se hizo más cálido y suave, los glaciares habían retrocedido, y el interior continental se hizo más seco. Gran parte del interior de Pangea era probablemente una zona árida, con grandes fluctuaciones estacionales (húmedas y secas), debido a la falta del efecto moderador de las masas de agua. Esta tendencia a la sequedad continuó hasta el Pérmico tardío, junto con la alternancia de períodos de calentamiento y enfriamiento.

## Paleozoología
La vida marina fue similar al Devónico y Carbonífero a excepción de varios grupos de organismos oceánicos que desaparecieron en la extinción en masa devónica. Se produjo la evolución de insectos de aspecto moderno. De esta época son algunos célebres fósiles como Mesosaurus y Dimetrodon. Este último pertenecía al linaje de los sinápsidos ("reptiles mamiferoides").

### Paleozoología marina
Los depósitos marinos del Pérmico son ricos en fósiles de braquiópodos, equinodermos y moluscos. Gran parte de Europa y Norteamérica estaban situadas en el ecuador (depósitos calizos de gran espesor). Las algas englobaron esponjas y briozoos para formar arrecifes de barrera. Los fusulínidos son un grupo de grandes foraminíferos que tuvieron una gran radiación adaptativa (5000 especies en rocas pérmicas).
El fitoplancton constituido por acritarcos persistió aunque ya no se recuperó de la gran extinción del final del Devónico. Los ammonoideos se rediversificaron rápidamente y también aparecen grandes representantes de los nautiloideos. Los principales grupos primitivos de peces ya habían desaparecido (placodermos, ostracodermos, etc.) y acantodios y dipnoos estaban en declive. Dominaban peces óseos y tiburones, y estos últimos tendieron hacia diseños más móviles, convirtiéndose en predadores cada vez más efectivos.

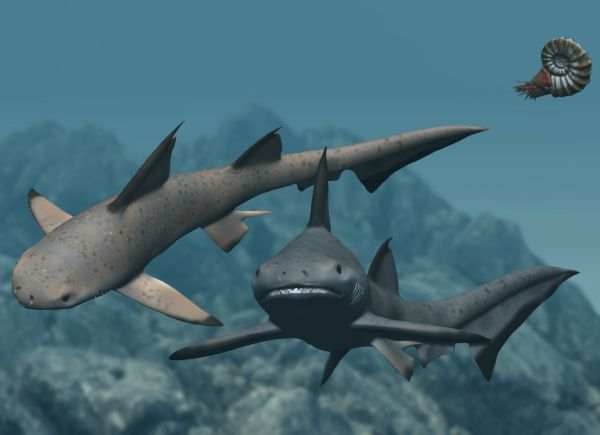
Hybodus (Hybodontiformes)
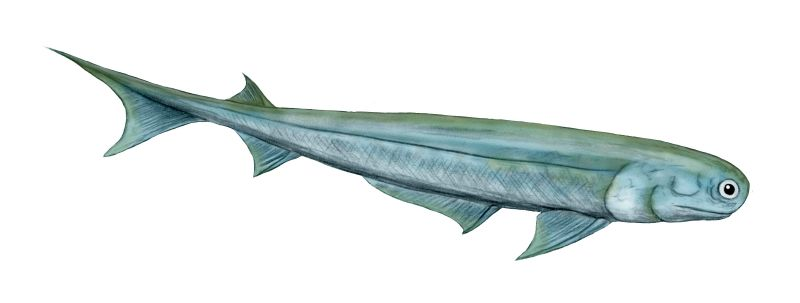
Acanthodes (Acanthodii)
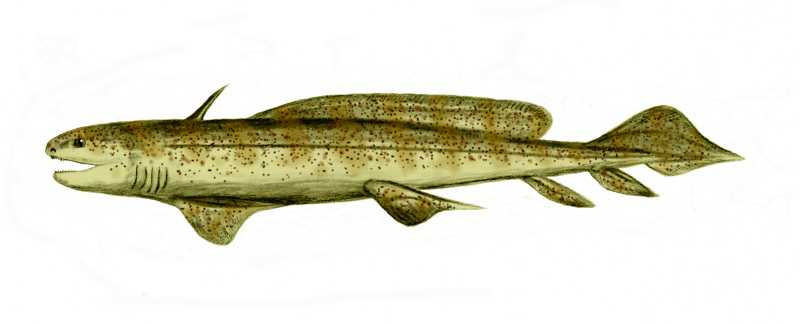
Orthacanthus (Chondrichthyes)
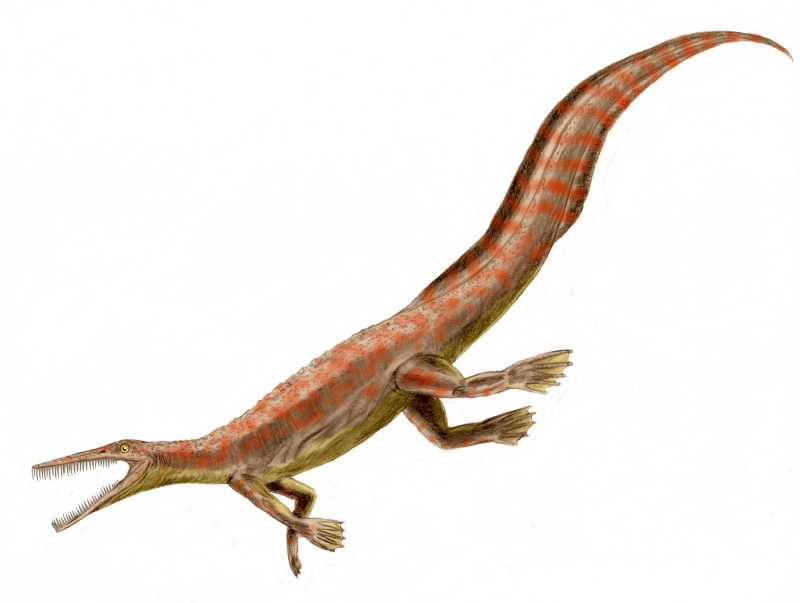
Mesosaurus (Sauropsida)

### Paleozoología terrestre
En los medios de agua dulce existían peces de aletas radiadas y tiburones que no se conocen en medios actuales, por lo que resulta problemática su clasificación. Los moluscos bivalvos llegaron a ser también importantes en ambientes dulceacuícolas. Pero probablemente el animal más destacado de ese medio fue el reptil Mesosaurus.
Los insectos comenzaron a jugar un importante papel ecológico que ya no han abandonado; en el Pérmico superior (hace unos 250 millones de años) aparecieron los primeros coleópteros, el grupo dominante en la actualidad.

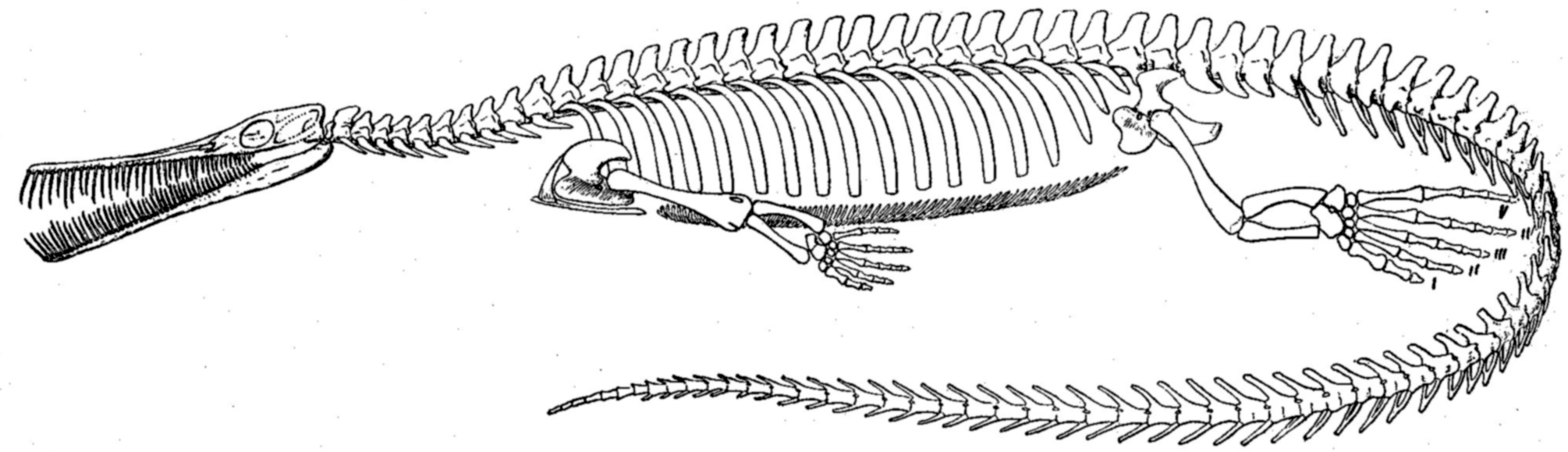
Restauración del esqueleto de Mesosaurus.

La innovación evolutiva más espectacular de algunos anfibios fue el huevo cleidoico («cerrado»), que los convirtió en reptiles y liberó de su dependencia acuática para la reproducción permitiéndoles explorar las riquezas interiores de la tierra, lejos de los mares, lagos y ríos donde se habían originado sus ancestros. Los reptiles, a diferencia de los anfibios, no ponen el huevo en el agua. El lazo reproductivo que les unía a sus ancestros, los peces, queda así definitivamente cortado. La estructura más probable de ser un huevo de reptil es del Pérmico inferior, pero se supone que el huevo amniota apareció en el Carbonífero.
La fauna terrestre de principios del Pérmico estaba dominada por anfibios y pelicosaurios (primeros sinápsidos), en el Pérmico medio dominaron los primitivos terápsidos como los dinocefalios, y a finales del Pérmico los terápsidos más avanzados, como gorgonópsidos y dicinodontos. Hacia el final del Pérmico aparecen los primeros cinodontos, que pasarían a convertirse en mamíferos durante el Triásico. Otro grupo de terápsidos, los terocefalios (como Trochosaurus) surgió en el Pérmico medio.
En esta época los anápsidos llegaron al pico en forma de los masivos Pareiasaurus, así como los pequeños grupos de reptiles similares a lagartos. Un grupo de pequeños reptiles, los diápsidos, comenzó a abundar. Estos fueron los antepasados de los reptiles más modernos y de los arcosaurios. A finales del Pérmico surgirían los primeros arcosaurios, el grupo que daría lugar a los cocodrilos, pterosaurios y dinosaurios en el período siguiente. En resumen, el período Pérmico vio el desarrollo de una fauna plenamente terrestre y la aparición de los primeros grandes herbívoros y carnívoros. No hubo vertebrados aéreos en este período.

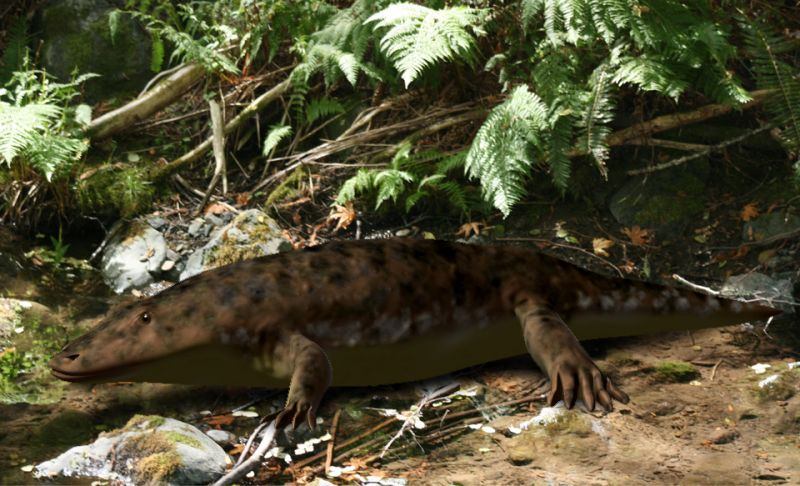
Eryops (Anfibio)
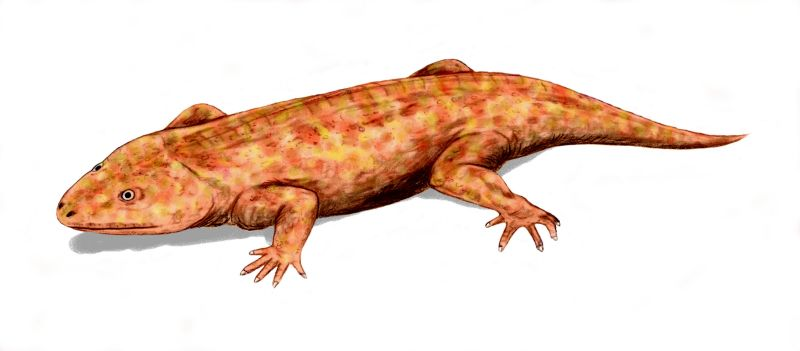
Seymouria (Reptiliomorpha)
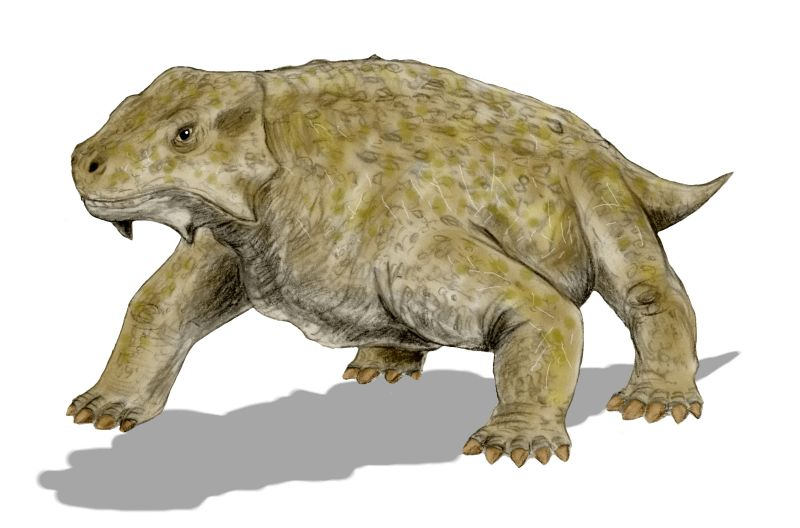
Scutosaurus karpinskii (Procolophonia)
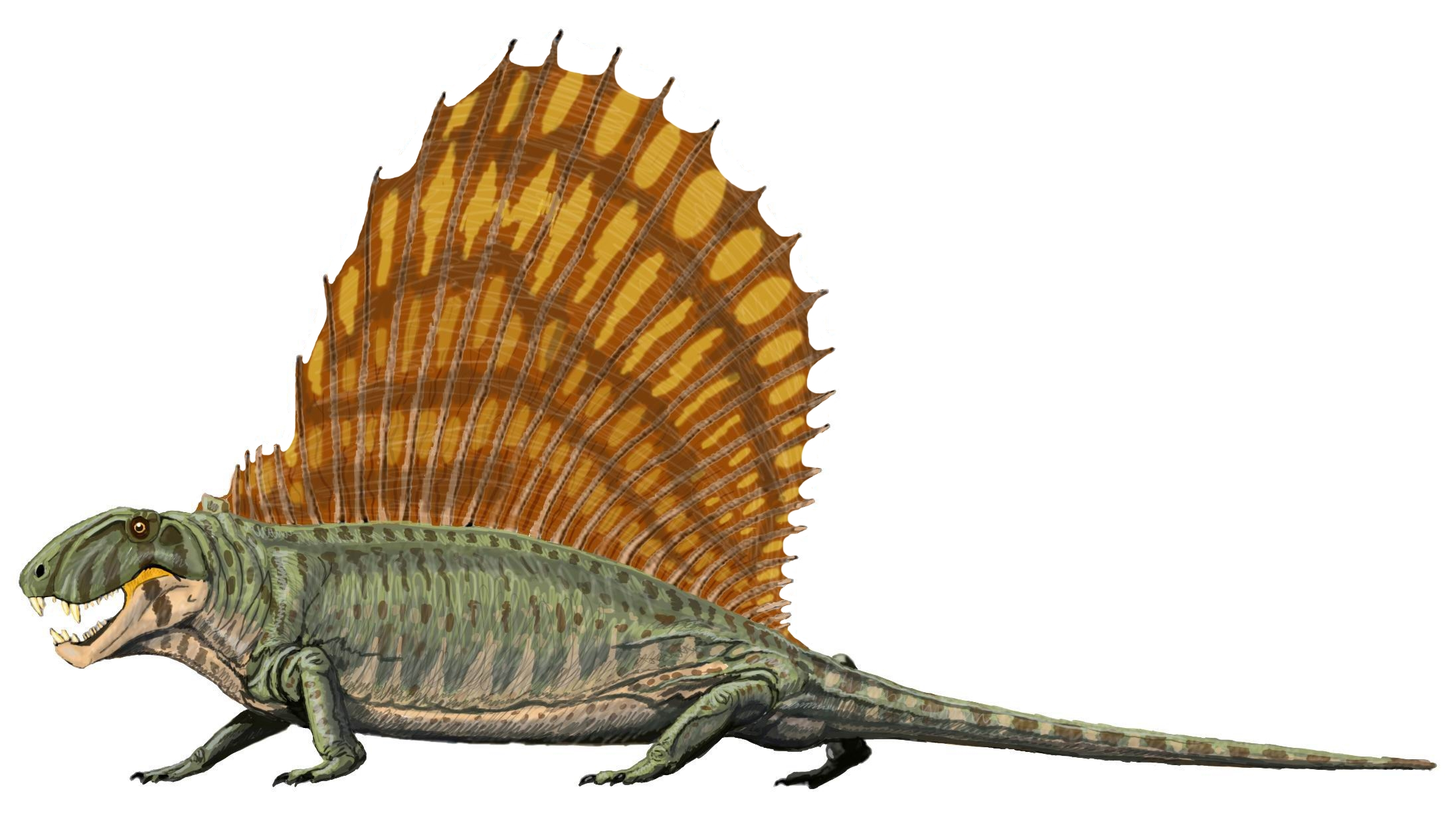
Dimetrodon (Pelycosauria)
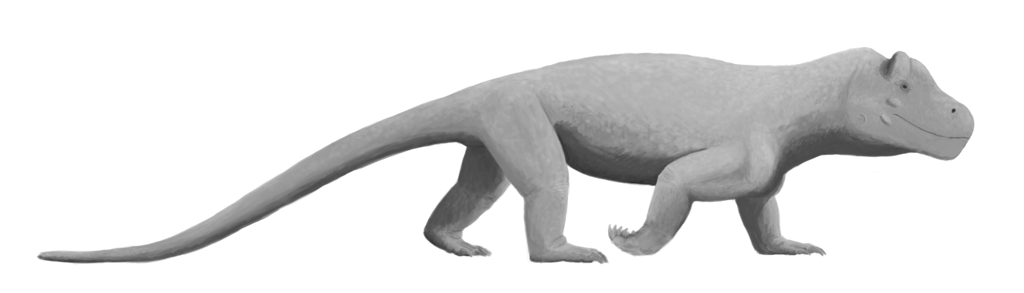
Anteosaurus (Dinocephalia)
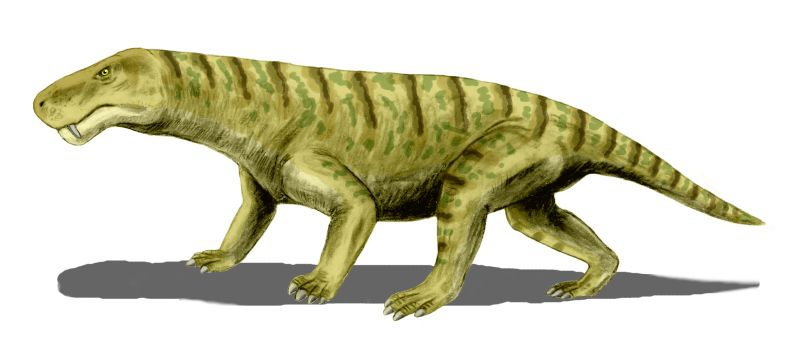
Inostrancevia (Gorgonopsia)
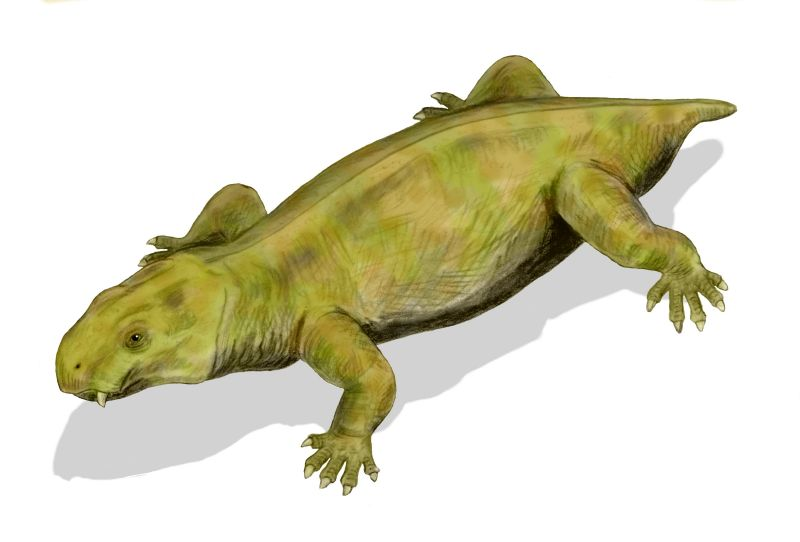
Diictodon (Dicynodontia)
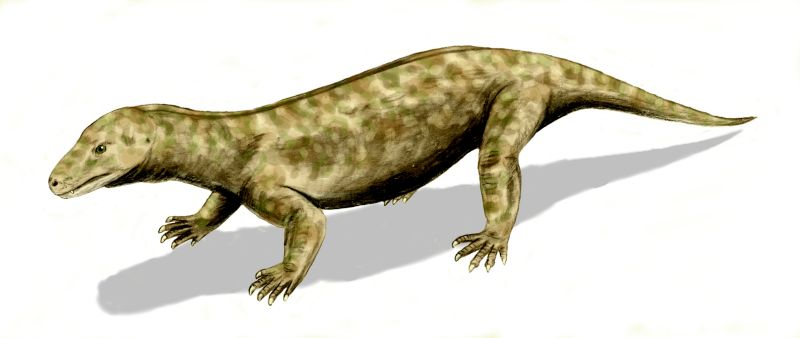
Procynosuchus (Cynodontia)

### Sinápsidos
En el Pérmico inferior los pelicosaurios (primeros sinápsidos) habían llegado a ser los carnívoros que ocupaban el vértice de la cadena trófica de los ecosistemas terrestres. Vivieron en pantanos ya que algunos pueden haber sido semiacuáticos. Dimetrodon era un carnívoro del tamaño de un jaguar que tenía dientes afilados y agudos. Mientras los anfibios carnívoros pérmicos, parecidos al caimán como Eryops se comían presas pequeñas de un bocado, Dimetrodon podría rasgar animales grandes en piezas menores. La estructura del cráneo de Dimetrodon es parecida a la de los de mamíferos, que evolucionaron de ellos. En el Pérmico medio evolucionó un grupo particular de sinápsidos especialmente parecido a los mamíferos, los terápsidos que muestran varios rasgos de mamífero:
- Las patas se ubicaron más verticalmente debajo del cuerpo.
- Además las mandíbulas eran complejas y poderosas.
- Los dientes de muchas especies estaban muy diferenciados, en el frente incisivos y en los laterales grandes caninos para rasgar y los molares y premolares triturar y cortar comida.

Muchos expertos creen que los terápsidos eran de sangre caliente y con el pelo parecido al de los mamíferos modernos que aislaba sus cuerpos. De todos modos, las posturas más erguidas y las mandíbulas complejas muestran que estos activos animales se acercaron en la anatomía y comportamiento al nivel mamífero de evolución.

## Paleobotánica

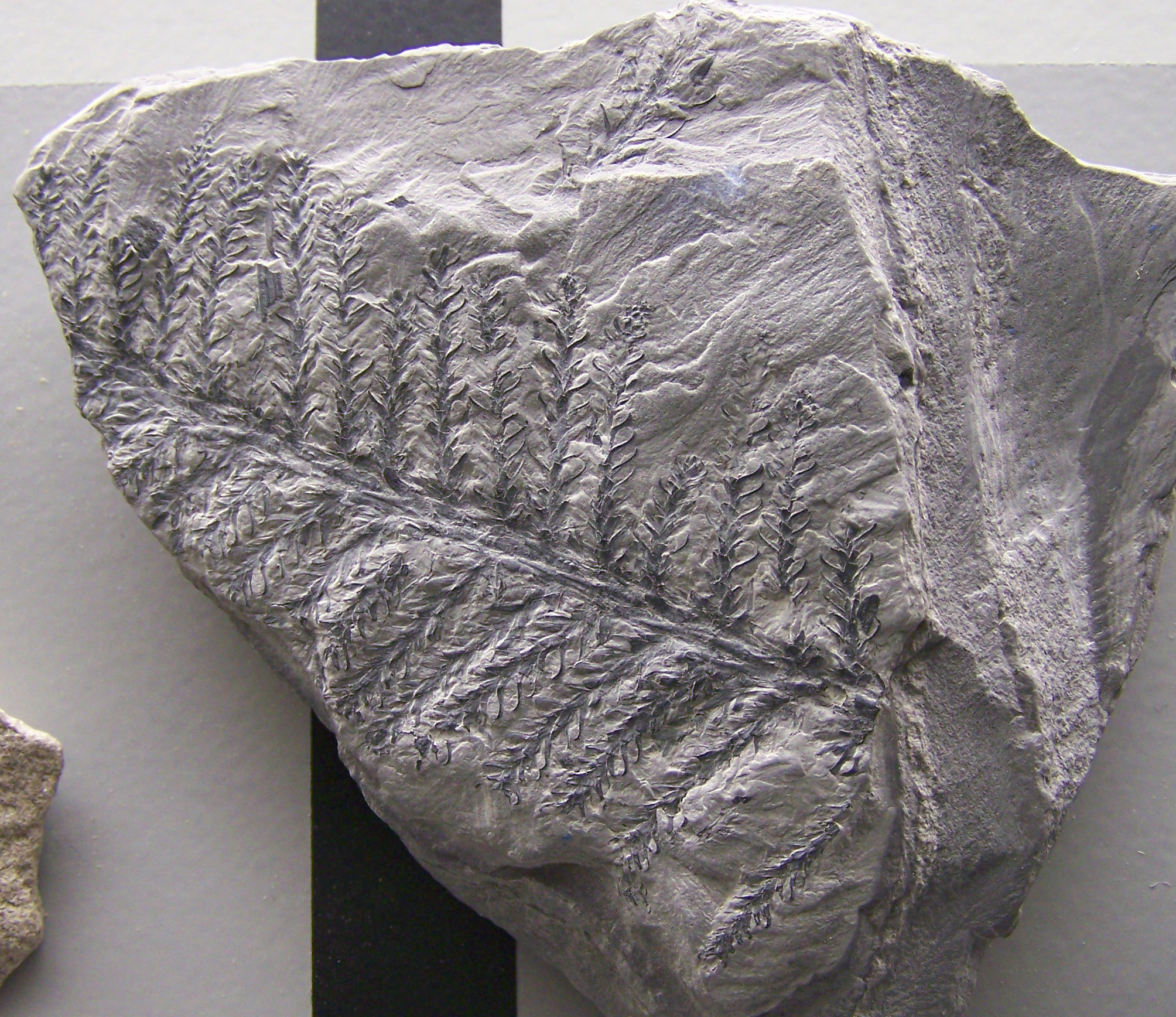
Walchia (Pinopsida).

Antes de terminar el Pérmico, el fitoplancton marino y la próspera vida vegetal terrestre habían liberado suficiente oxígeno a la atmósfera como para llevarlo a niveles superiores a los actuales. Inmensas selvas alojaban una abundante vida animal, que podía recurrir a esta vasta fuente de energía para descubrir nuevas posiciones en cadenas alimentarias en expansión. La flora típica del Carbonífero continuó su dominio hasta el Pérmico inferior para declinar posteriormente. Durante el Pérmico, las gimnospermas, que incluían los antecesores de las modernas coníferas (transición entre coníferas y Cordaitales, que fueron las Voltziales, como Walchia), dominaron los medios terrestres. El Pérmico vio la radiación de muchos grupos importantes de coníferas, entre ellos los antepasados de muchas de las familias actuales. Ginkgos y cícadas también aparecieron durante este período. Ricos bosques estaban presentes en muchos ambientes, con una mezcla de diversos grupos de plantas.
Los licopodios y los bosques de pantano todavía dominaban China del Sur porque era un continente aislado situado cerca del ecuador. Al final del Pérmico, desaparecieron casi todos los esfenófitos y licopodófitos arborescentes quedando únicamente representantes de pequeño tamaño.
Hay un paralelismo interesante entre la evolución de las semillas en plantas y reptiles. Las plantas con esporas y anfibios requieren humedad ambiental durante parte de su ciclo vital. El origen de las plantas con semilla y los reptiles representaron la transición a una existencia totalmente terrestre. Durante el Pérmico, los reptiles se diversificaron y aparentemente comenzaron a reemplazar a los anfibios en diversos papeles ecológicos, probablemente porque los reptiles tenían más dientes y una mandíbula más avanzada a la que se unía una mayor agilidad y velocidad. Del mismo modo ocurrió con las esporas y las semillas. Las rocas pérmicas de Texas tienen faunas de grandes anfibios y reptiles que dan a conocer este patrón.

## Extinción pérmica

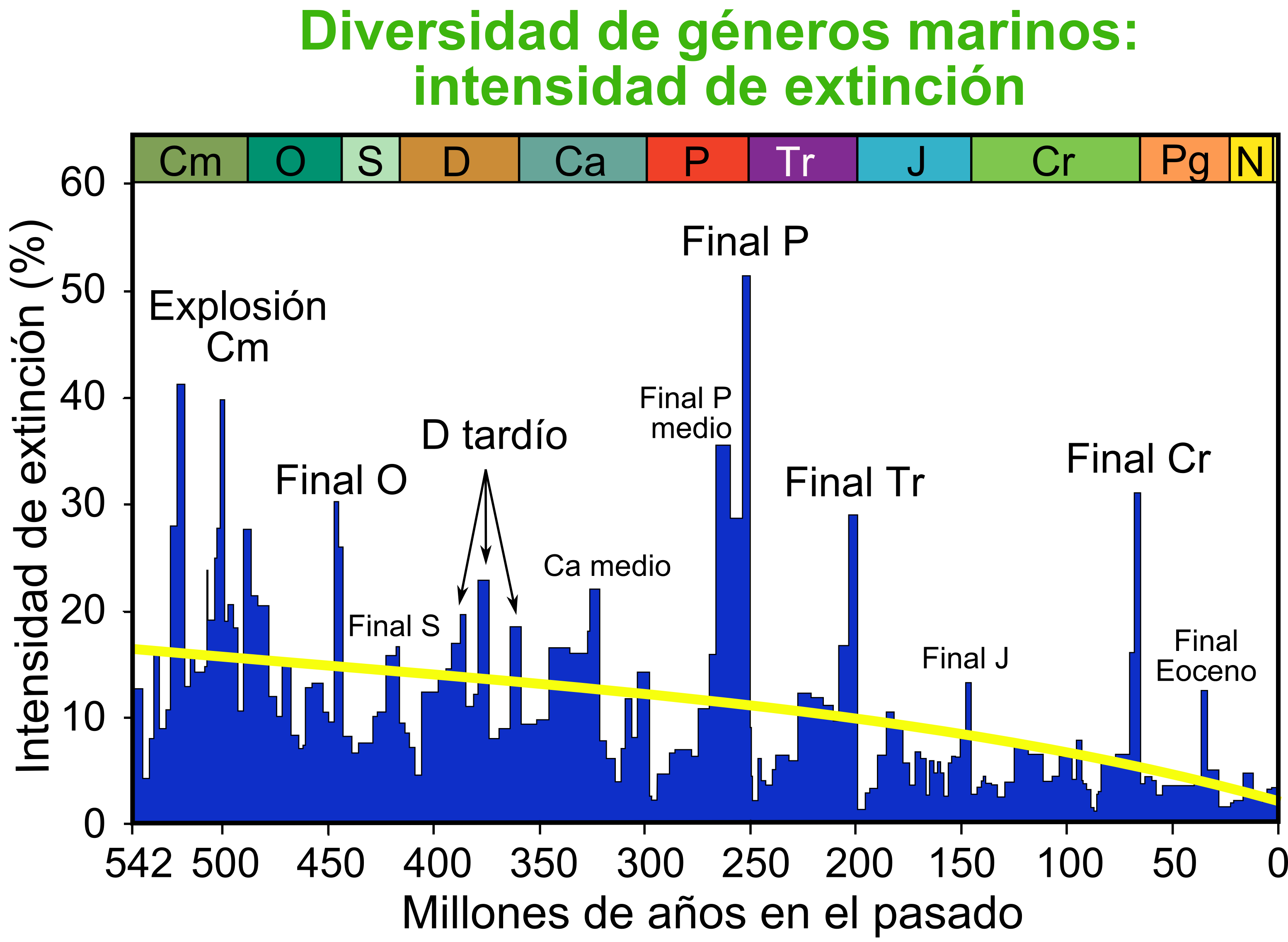
El gráfico muestra la intensidad de las distintas extinciones a lo largo de la historia de la Tierra. Nótese que la intensidad más alta ocurre en el Pérmico.

Al final del Pérmico se produjo la extinción más catastrófica que la vida haya sufrido jamás, ya sea en términos de número total de especies perdidas o de sus traumáticos efectos sobre la evolución subsiguiente. Fue como mínimo dos veces más severa que cualquier otra y posiblemente entre cinco y diez veces más extensa. Se estima que solo sobrevivió el 5 % de las especies,[cita requerida] cuando en el peor de los demás episodios la cifra fue cercana al 50 %. Ha resultado ser también la más difícil de estudiar debido a problemas cronológicos en la datación y a la carencia de un conjunto apropiado de secciones (medios continentales) con fósiles que incluyan el crucial intervalo de tiempo.

### Extinciones en el mar
Hay un registro muy detallado de los hábitats marinos durante el período Pérmico. Las comunidades de suelos duros (lodos calcáreos a medio consolidar) estaban ocupadas por filtradores fijos como briozoos y crinoideos, e intensamente bioturbadas por esponjas, bivalvos, gusanos y otros. Las comunidades de fondos lodosos no calcáreos eran más pobres de bivalvos, artrópodos, gusanos y similares. Estas comunidades habían quedado devastadas antes de comenzar el Triásico. Nunca más volverían a verse las típicas comunidades paleozoicas. Fueron reemplazadas por nuevas comunidades de artrópodos, equinodermos y moluscos muy móviles, que aún dominan hoy en día. El 54 % de las familias (78-84 % cuando analizamos los géneros) y hasta el 96 % de las especies, desapareció aproximadamente en los últimos 5 millones de años del Pérmico.
Del 46 % de las familias supervivientes, casi todas sufrieron una drástica reducción; algunas de ellas solo se abrieron paso durante el Triásico con grandes dificultades. El grado de extinción, sin embargo, varió en gran medida, dependiendo de la familia: 98 % de crinoideos, 78 % de braquiópodos articulados, 76 % de briozoos, 71 % de cefalópodos, 50 % de los microscópicos foraminíferos planctónicos. Desaparecieron completamente Blastoidea (equinodermos pedunculados), Eurypterida, Tabulata, Rugosa (que ya venían diezmados de la crisis devónica) y los trilobites que aún quedaban. En resumen, desapareció un 79 % de las familias de invertebrados típicas del Paleozoico, en contraste con el 27 % de gasterópodos, esponjas y bivalvos, la fauna «moderna» que los reemplazó. Estudios detallados han revelado que, a pesar de que las extinciones del Pérmico tardío eran a veces muy súbitas, la mayoría de ellas ocurrieron como procesos de decadencia a largo plazo. Los cambios lentos parecen sugerir una alteración gradual en las condiciones de vida, es decir, una pauta «uniformista». Las caídas y auges más agudos parecen indicar que los procesos de extinción masiva suceden cuando una tendencia ya existente sufre una brusca aceleración a causa de uno o varios acontecimientos repentinos.

### Extinciones en tierra
Durante los últimos 5 millones de años del Pérmico se ha contabilizado una pérdida global de 27 familias de anfibios y reptiles, sobre un total de 37 (73 % de las familias y 98-99 % de las especies). Las anteriores cifras presentan un inconveniente: están basadas en una diversidad global de solo 37 familias terrestres, mientras que las marinas eran unas 500, por lo que el margen de error en las primeras es posiblemente más alto. Nuevos estudios del registro fósil sugieren otras dos caídas de la diversidad de magnitud muy similar (5 a 10 y 20 millones de años antes del final del Pérmico). Aunque los registros son escasos, existen diversas localidades que confirman estas pautas.
Las extinciones que durante este período se dieron entre las plantas terrestres parecen haber seguido un modelo de cambio a muy largo plazo. Las floras típicas del Paleozoico tardío consistían en helechos con semillas provistos de grandes hojas, cordaitales y helechos pecoptéridos en las regiones ecuatoriales. Los cordaitales también dominaban en latitudes boreales elevadas, mientras que Glossopteris, un importante helecho con semillas, y sus parientes encabezaban la lista en latitudes elevadas del sur. Esta flora fue lentamente reemplazada por flora mesozoica consistente en coníferas, ginkgos, cícadas, bennettitales y nuevos grupos de plantas portadoras de esporas. Las plantas pérmicas sufrieron extinciones y la diversidad global se redujo a la mitad durante aquel intervalo. Pero el declive fue acelerado gracias a diversos factores ambientales y la presencia o ausencia de barreras físicas a la migración. Las pérdidas no pueden asociarse a un único evento de extinción catastrófica, y tampoco se pueden correlacionar con ninguno de los sucesos que afectaron a la fauna marina o a los vertebrados terrestres. Esta resistencia relativa de las plantas es debida a sus mecanismos de supervivencia ecológica a largo plazo:
- Semillas resistentes que pueden permanecer en latencia durante años.
- Reproducción vegetativa mediante sistemas de rizomas y raíces protegidos bajo tierra, incluso después de la destrucción de las partes expuestas.

### Causas de la extinción

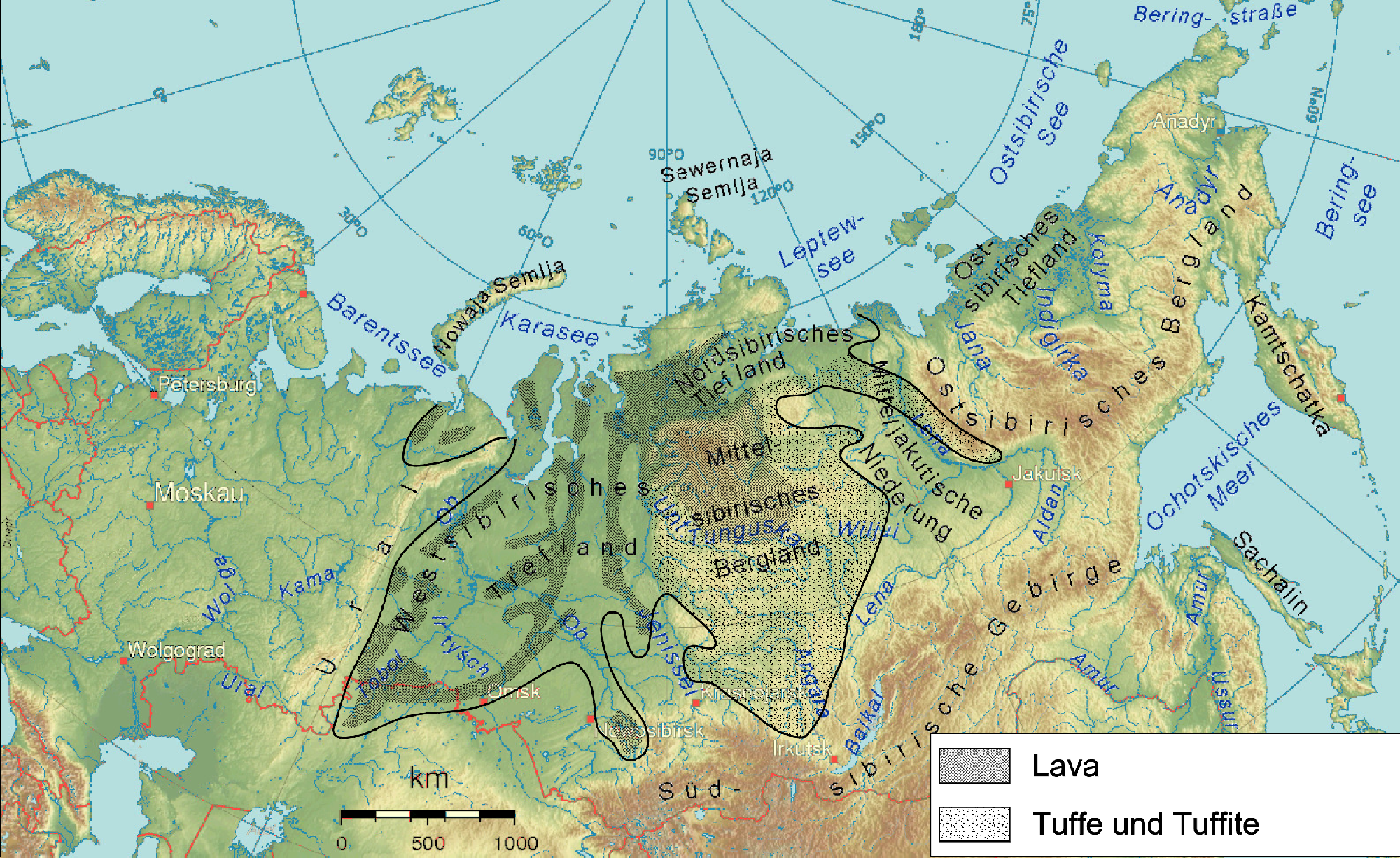
Extensión de los Traps siberianos.

Existen pruebas de la concurrencia de varios cambios en la estructura física de la Tierra, los océanos y la atmósfera durante el Pérmico tardío que figuran en las hipótesis explicativas de las extinciones. Los más importantes fueron los siguientes:

#### Vulcanismo
En Siberia se produjeron masivas erupciones que duraron miles de años, produciendo enormes flujos de basalto. Se estima que en los Traps siberianos se depositó un volumen de lava de entre 1 y 4 millones de km³. Sobre la base de esta cantidad de lava se estima que se liberó suficiente dióxido de carbono para aumentar las temperaturas del planeta en 5 °C, no lo suficiente como para matar al 95 % de la vida.

#### Liberación de hidratos de metano

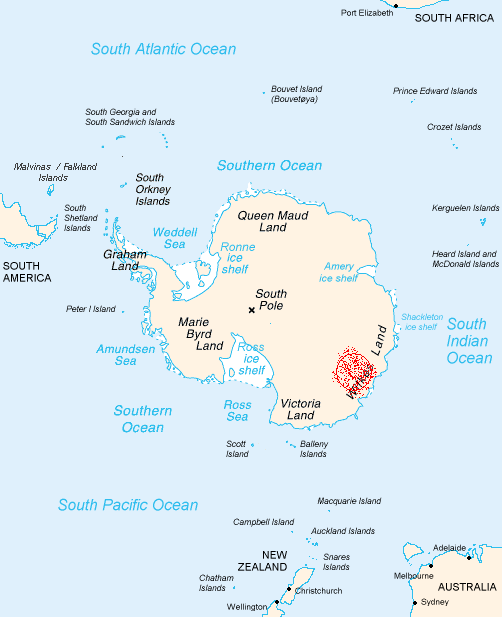
Mapa que señala en rojo el área del gran cráter de la Tierra de Wilkes.

Esta teoría enlaza con la erupción del flujo de basalto. El calentamiento producido por las erupciones podría haber aumentado lentamente la temperatura del océano hasta descongelar los depósitos de hidrato de metano que hay por debajo del fondo oceánico cerca de las costas. Esto liberaría en la atmósfera suficiente metano como para elevar las temperaturas en 5 °C adicionales (el metano es uno de los gases de efecto invernadero más potentes).
De este modo surgió una teoría apoyada por algunos científicos en que la extinción se dividió en tres etapas:
- La primera durante las erupciones en Siberia, fue menos intensa y muy lenta, durando miles de años, y fue el aumento de 5 °C, provocando fuertes trastornos climáticos.
- La segunda fue en el mar y producto de las erupciones siberianas los depósitos de metano en el fondo marino se liberaron, afectando la temperatura, corrientes y nivel de oxígeno de los océanos, siendo una fase relativamente rápida y costosa para la vida marina.
- La tercera etapa es que el metano, una vez que salió de los océanos y llegó a la atmósfera aumentó la temperatura otros 5 °C, destruyendo los ecosistemas y acabando con el equilibrio climático. Se llega a creer que las islas británicas o Siberia pudieron llegar a ser tan secas y ardientes como el actual Sahara.

#### Liberación de sulfuro de hidrógeno
Otra hipótesis involucra la liberación de sulfuro de hidrógeno en los océanos. Las aguas oceánicas profundas periódicamente pierden la totalidad de su oxígeno disuelto, lo que permite que las bacterias anaerobias (por ejemplo, las bacterias verdes del azufre) florezcan y produzcan sulfuro de hidrógeno. Este gas es altamente tóxico por lo que al liberarse en la atmósfera mataría a la mayoría de los seres vivos.

#### Impacto de un gran meteorito
Recientemente (en 2006) se encontró el gran cráter de un posible impacto de meteorito en la Tierra de Wilkes, en la Antártida. El cráter tiene un diámetro de alrededor de 500 kilómetros y está situado a una profundidad de 1,6 kilómetros bajo el hielo de la Antártida. No se conoce el impacto que pudo tener este meteorito, pues los fósiles en Groenlandia muestran que la extinción pudo haber sido gradual, con una duración de alrededor de ochenta mil años, en tres fases distintas. Sin embargo, se especula que el impacto podría haber provocado una onda de tipo sísmico que a su vez produjo la ruptura de la corteza terrestre en el punto opuesto de la Tierra. En este punto se encontraban en esa época las traps siberianas, por lo que la teoría del impacto enlaza con la hipótesis del vulcanismo.
En general, los cambios analizados anteriormente por sí solos no parecen ser la causa de la gran extinción. Lo que sí sabemos es que en los 20 millones de años transcurridos desde el Pérmico medio hasta el superior se produjeron cambios muy significativos en el globo. Es posible que la causa de la extinción fuera una combinación de varias de las apariencias anteriormente analizadas.